# Grande Prêmio dos Estados Unidos de 2019
Grande Prêmio dos Estados Unidos de 2019 (formalmente denominado 2019 Formula 1 Pirelli United States Grand Prix) é a décima nona etapa da temporada de 2019 da Fórmula 1. Foi disputada em 3 de novembro de 2019 no Circuito das Américas, Austin, Estados Unidos.
Foi a corrida onde Lewis Hamilton garantiu seu hexacampeonato mundial de Fórmula 1.

## Relatório

### Treino Classificatório

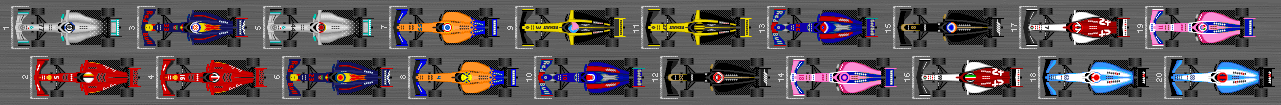
Grid de Largada

Q1
Q2
Q3

## Pneus
| Nome do composto | Cor | Banda de rolamento | Condições de Tempo | Dry Type                           | Aderência | Longevidade |
| ---------------- | --- | ------------------ | ------------------ | ---------------------------------- | --------- | ----------- |
| Supermacio (C4)  |     | Slick (P Zero)     | Seco               | Supersoft                          | Médio     | Médio       |
| Macio (C3)       |     | Slick (P Zero)     | Seco               | Soft                               | Médio     | Médio       |
| Médio (C2)       |     | Slick (P Zero)     | Seco               | Medium                             | Médio     | Médio       |
| Intermediário    |     | Sulcos (Cinturato) | Molhado            | Intermediate (água não estagnante) | —         | —           |
| Chuva            |     | Sulcos (Cinturato) | Molhado            | Wet (água estagnante)              | —         | —           |

| Escolhas de Pneus de cada piloto para o GP dos Estados Unidos: | Escolhas de Pneus de cada piloto para o GP dos Estados Unidos: | Escolhas de Pneus de cada piloto para o GP dos Estados Unidos: | Escolhas de Pneus de cada piloto para o GP dos Estados Unidos: | Escolhas de Pneus de cada piloto para o GP dos Estados Unidos: | Escolhas de Pneus de cada piloto para o GP dos Estados Unidos: |
| -------------------------------------------------------------- | -------------------------------------------------------------- | -------------------------------------------------------------- | -------------------------------------------------------------- | -------------------------------------------------------------- | -------------------------------------------------------------- |
| Nº                                                             | Pilotos                                                        | Equipe(s)                                                      | Medio                                                          | Macio                                                          | Super Macio                                                    |
| 44                                                             | Lewis Hamilton                                                 | Mercedes                                                       |                                                                |                                                                |                                                                |
| 77                                                             | Valtteri Bottas                                                | Mercedes                                                       |                                                                |                                                                |                                                                |
| 5                                                              | Sebastian Vettel                                               | Ferrari                                                        |                                                                |                                                                |                                                                |
| 16                                                             | Charles Leclerc                                                | Ferrari                                                        |                                                                |                                                                |                                                                |
| 23                                                             | Alexander Albon                                                | Red Bull Racing-Honda                                          |                                                                |                                                                |                                                                |
| 33                                                             | Max Verstappen                                                 | Red Bull Racing-Honda                                          |                                                                |                                                                |                                                                |
| 3                                                              | Daniel Ricciardo                                               | Renault                                                        |                                                                |                                                                |                                                                |
| 27                                                             | Nico Hülkenberg                                                | Renault                                                        |                                                                |                                                                |                                                                |
| 8                                                              | Romain Grosjean                                                | Haas-Ferrari                                                   |                                                                |                                                                |                                                                |
| 20                                                             | Kevin Magnussen                                                | Haas-Ferrari                                                   |                                                                |                                                                |                                                                |
| 55                                                             | Carlos Sainz Jr.                                               | McLaren-Renault                                                |                                                                |                                                                |                                                                |
| 4                                                              | Lando Norris                                                   | McLaren-Renault                                                |                                                                |                                                                |                                                                |
| 11                                                             | Sergio Pérez                                                   | Racing Point-Mercedes                                          |                                                                |                                                                |                                                                |
| 18                                                             | Lance Stroll                                                   | Racing Point-Mercedes                                          |                                                                |                                                                |                                                                |
| 7                                                              | Kimi Raikkonen                                                 | Alfa Romeo-Ferrari                                             |                                                                |                                                                |                                                                |
| 99                                                             | Antonio Giovinazzi                                             | Alfa Romeo-Ferrari                                             |                                                                |                                                                |                                                                |
| 10                                                             | Pierre Gasly                                                   | Toro Rosso-Honda                                               |                                                                |                                                                |                                                                |
| 26                                                             | Daniil Kvyat                                                   | Toro Rosso-Honda                                               |                                                                |                                                                |                                                                |
| 88                                                             | Robert Kubica                                                  | Williams-Mercedes                                              |                                                                |                                                                |                                                                |
| 63                                                             | George Russell                                                 | Williams-Mercedes                                              |                                                                |                                                                |                                                                |

## Resultados

### Treino Classificatório
| 1                        | 77 | Valtteri Bottas    | Mercedes              | 1:33.750 | 1:33.160 | 1:32.029 | 1   |
| 2                        | 5  | Sebastian Vettel   | Ferrari               | 1:33.766 | 1:32.782 | 1:32.041 | 2   |
| 3                        | 33 | Max Verstappen     | Red Bull Racing-Honda | 1:33.549 | 1:33.120 | 1:32.096 | 3   |
| 4                        | 16 | Charles Leclerc    | Ferrari               | 1:33.988 | 1:32.760 | 1:32.137 | 4   |
| 5                        | 44 | Lewis Hamilton     | Mercedes              | 1:33.454 | 1:33.045 | 1:32.321 | 5   |
| 6                        | 23 | Alexander Albon    | Red Bull Racing-Honda | 1:33.984 | 1:32.898 | 1:32.548 | 6   |
| 7                        | 55 | Carlos Sainz Jr.   | McLaren-Renault       | 1:33.916 | 1:33.422 | 1:32.847 | 7   |
| 8                        | 4  | Lando Norris       | McLaren-Renault       | 1:33.353 | 1:33.316 | 1:33.175 | 8   |
| 9                        | 3  | Daniel Ricciardo   | Renault               | 1:33.835 | 1:33.608 | 1:33.488 | 9   |
| 10                       | 10 | Pierre Gasly       | Toro Rosso-Honda      | 1:33.556 | 1:33.715 | 1:33.601 | 10  |
| 11                       | 27 | Nico Hülkenberg    | Renault               | 1:34.092 | 1:33.815 | —        | 11  |
| 12                       | 20 | Kevin Magnussen    | Haas-Ferrari          | 1:33.812 | 1:33.979 | —        | 12  |
| 13                       | 26 | Daniil Kvyat       | Toro Rosso-Honda      | 1:34.138 | 1:33.989 | —        | 13  |
| 14                       | 18 | Lance Stroll       | Racing Point-Mercedes | 1:33.921 | 1:34.100 | —        | 14  |
| 15                       | 8  | Romain Grosjean    | Haas-Ferrari          | 1:34.161 | 1:34.158 | —        | 15  |
| 16                       | 99 | Antonio Giovinazzi | Alfa Romeo-Ferrari    | 1:34.226 | —        | —        | 16  |
| 17                       | 7  | Kimi Räikkönen     | Alfa Romeo-Ferrari    | 1:34.369 | —        | —        | 17  |
| 18                       | 63 | George Russell     | Williams-Mercedes     | 1:35.372 | —        | —        | 18  |
| 19                       | 11 | Sergio Pérez       | Racing Point-Mercedes | 1:35.808 | —        | —        | PL1 |
| 20                       | 88 | Robert Kubica      | Williams-Mercedes     | 1:35.889 | —        | —        | 19  |
| Tempo dos 107%: 1:39.887 |    |                    |                       |          |          |          |     |
| Fonte:                   |    |                    |                       |          |          |          |     |

Notas
- ↑1  – Sergio Pérez (Racing Point-Mercedes) punido a largar do pit lane por não ir pesar o carro quando ordenado pela direção da prova ao final do segundo treino livre.[4]

### Corrida

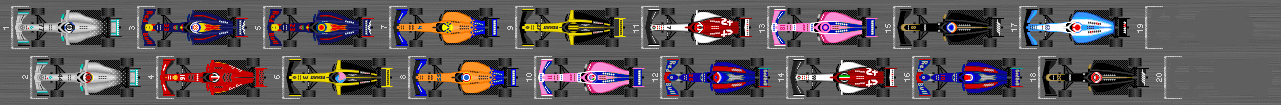
Resultado da corrida

| 1      | 77 | Valtteri Bottas    | Mercedes              | 56 | 1:33:55.653 | 1  | 25   |
| 2      | 44 | Lewis Hamilton     | Mercedes              | 56 | +4.148      | 5  | 18   |
| 3      | 33 | Max Verstappen     | Red Bull Racing-Honda | 56 | +5.002      | 3  | 15   |
| 4      | 16 | Charles Leclerc    | Ferrari               | 56 | +52.239     | 4  | 12+1 |
| 5      | 23 | Alexander Albon    | Red Bull Racing-Honda | 56 | +1:18.038   | 6  | 10   |
| 6      | 3  | Daniel Ricciardo   | Renault               | 56 | +1:30.366   | 9  | 8    |
| 7      | 4  | Lando Norris       | McLaren-Renault       | 56 | +1:30.764   | 8  | 6    |
| 8      | 55 | Carlos Sainz Jr.   | McLaren-Renault       | 55 | +1 volta    | 7  | 4    |
| 9      | 27 | Nico Hülkenberg    | Renault               | 55 | +1 volta    | 11 | 2    |
| 10     | 11 | Sergio Pérez       | Racing Point-Mercedes | 55 | +1 volta    | PL | 1    |
| 11     | 7  | Kimi Räikkönen     | Alfa Romeo-Ferrari    | 55 | +1 volta    | 17 |      |
| 12     | 26 | Daniil Kvyat       | Toro Rosso-Honda      | 55 | +1 volta1   | 13 |      |
| 13     | 18 | Lance Stroll       | Racing Point-Mercedes | 55 | +1 volta    | 14 |      |
| 14     | 99 | Antonio Giovinazzi | Alfa Romeo-Ferrari    | 55 | +1 volta    | 16 |      |
| 15     | 8  | Romain Grosjean    | Haas-Ferrari          | 55 | +1 volta    | 15 |      |
| 162    | 10 | Pierre Gasly       | Toro Rosso-Honda      | 54 | Suspensão   | 10 |      |
| 17     | 63 | George Russell     | Williams-Mercedes     | 54 | +2 voltas   | 18 |      |
| 182    | 20 | Kevin Magnussen    | Haas-Ferrari          | 52 | Freios      | 12 |      |
| Ret    | 88 | Robert Kubica      | Williams-Mercedes     | 31 | Óleo        | 19 |      |
| Ret    | 5  | Sebastian Vettel   | Ferrari               | 7  | Suspensão   | 2  |      |
| Fonte: |    |                    |                       |    |             |    |      |

Notas
- ↑1  – Daniil Kvyat originamente terminou em 10º mas recebeu punição de 5 segundos por colisão em  Sergio Pérez.[6]
- ↑2  – Pierre Gasly e Kevin Magnussen  se classificaram por terem atingido 90% da corrida.

## Curiosidades
- Lewis Hamilton conquista o Hexacampeonato Mundial de Fórmula 1. Ele ultrapassa os cinco títulos mundiais de Juan Manuel Fangio e fica um título atrás de Michael Schumacher (7).
- Max Verstappen, Kevin Magnussen e Carlos Sainz Jr. fazem a sua corrida de número 100 da carreira na Fórmula 1.

## Voltas na Liderança
| Nº de Voltas | Piloto          | Voltas             |
| ------------ | --------------- | ------------------ |
| 33           | Valtteri Bottas | 1-14;24-35 e 52-56 |
| 23           | Lewis Hamilton  | 15-23 e 36-51      |

## 2019DHLFastest Pit Stop Award

### Resultado
| 1      |  |  |  |  | 25 |
| 2      |  |  |  |  | 18 |
| 3      |  |  |  |  | 15 |
| 4      |  |  |  |  | 12 |
| 5      |  |  |  |  | 10 |
| 6      |  |  |  |  | 8  |
| 7      |  |  |  |  | 6  |
| 8      |  |  |  |  | 4  |
| 9      |  |  |  |  | 2  |
| 10     |  |  |  |  | 1  |
| Fonte: |  |  |  |  |    |

### Classificação
| Tabela do DHL Fastest Pit Stop Award \| Pos \| Construtor \| Pontos \| \| --- \| ---------- \| ------ \| \| 1 \| \| \| \| 2 \| \| \| \| 3 \| \| \| \| 4 \| \| \| \| 5 \| \| \| \| 6 \| \| \| \| 7 \| \| \| \| 8 \| \| \| \| 9 \| \| \| \| 10 \| \| \| |            |        |
| Pos | Construtor | Pontos |
| 1 |            |        |
| 2 |            |        |
| 3 |            |        |
| 4 |            |        |
| 5 |            |        |
| 6 |            |        |
| 7 |            |        |
| 8 |            |        |
| 9 |            |        |
| 10 |            |        |

## Tabela do campeonato após a corrida
Somente as cinco primeiras posições estão incluídas nas tabelas.
| Pos | Piloto           | Pontos | Var |
| --- | ---------------- | ------ | --- |
| 1   | Lewis Hamilton   | 381    | 0   |
| 2   | Valtteri Bottas  | 314    | 0   |
| 3   | Charles Leclerc  | 249    | 0   |
| 4   | Max Verstappen   | 235    | 0   |
| 5   | Sebastian Vettel | 230    | 0   |

| Pos | Construtor            | Pontos | Var     |
| --- | --------------------- | ------ | ------- |
| 1   | Mercedes              | 695    | Estável |
| 2   | Ferrari               | 479    | Estável |
| 3   | Red Bull Racing-Honda | 366    | Estável |
| 4   | McLaren-Renault       | 121    | Estável |
| 5   | Renault               | 83     | Estável |